# 聖塞瓦斯蒂安國際電影節
聖塞瓦斯蒂安國際電影節（西班牙語：Festival de San Sebastián）是每年於西班牙巴斯克自治區聖塞瓦斯蒂安舉辦的一個電影節，創立於1953年，為國際電影制片人協會認証的競賽型影展。
每年由國際影評人協會選出的年度最佳影片費比西國際影評人大獎會在聖賽巴斯提安影展中頒獎。

## 單元與獎項

### 正式競賽
每屆邀請國際影人組成評審團，針對競賽片給出下列獎項：
- 金貝殼獎
- 最佳導演銀貝殼獎
- 最佳主角銀貝殼獎
- 最佳配角銀貝殼獎
- 評審團特別獎
- 最佳劇本獎
- 最佳攝影獎

2021年起，聖賽巴斯提安影展跟進柏林影展，決定改頒發不限性別的演員獎項，下列獎項因而停止頒發：
- 最佳男演員銀貝殼獎（英语：Silver Shell for Best Actor）
- 最佳女演員銀貝殼獎（英语：Silver Shell for Best Actress）

### 其他獎項
- 最佳新導演獎：導演的第1或第2部長片。
- 觀眾票選獎
- 地平線獎：自專門放映拉丁美洲電影的拉丁地平線單元中選出。
- 開放電影大獎

## 外部連結
- 官方网站 （页面存档备份，存于）
- 55th Edition of San Sebastián International Film Festival （页面存档备份，存于） cover up of the 55th Edition by Decabo.com. All content is in Spanish.